# نلقارا تپه
نلقارا تپه مربوط به دوره اشکانیان - دوره ساسانیان - سده‌های اولیه دوران‌های تاریخی پس از اسلام است و در شهرستان میانه، بخش مرکزی، دهستان کله بوز شرقی، ۱/۵ کیلومتری جنوب روستای قره زیارت واقع شده و این اثر در تاریخ ۲۷ آبان ۱۳۸۶ با شمارهٔ ثبت ۲۰۲۱۳ به‌عنوان یکی از آثار ملی ایران به ثبت رسیده است.